# Ça finit bien la semaine
 (décembre 2021).
 (décembre 2021).
Ça finit bien la semaine est une émission de variétés canadienne initialement[Quand ?] animée par Mélanie Maynard et Isabelle Racicot puis[Quand ?] par José Gaudet et Julie Bélanger. Cette émission est l’occasion pour les animateurs d’accueillir des invités provenant de tous les milieux et de présenter des faits marquants qui ont occupé la scène culturelle ou sociale. Elle est diffusée sur les ondes de TVA le vendredi à 19 h.
[à développer]